# Kulcsár Janka
Kulcsár Janka (1985. április 8. –) zongoraművész és zongorakísérő, a Moltopera Társulat alapító tagja.

## Életpályája

### Korai évek
Kulcsár Janka 14 évesen nyert felvételt a Bartók Béla Zeneművészeti Szakközépiskola és Gimnáziumba, konzis évei alatt rendszeres vendége volt nyári kurzusoknak, mint például a Balassagyarmati Nemzetközi Zenei Tábor. 18 évesen már Both Lehel tanítványa volt a Liszt Ferenc Zeneművészeti Egyetemen, 20 évesen az Országos Főiskolai Zongoraversenyen első helyezést ért el, az Országos Kamaraversenyen szintén díjazott. 2006 óta gyakorló korrepetitor, elsősorban (de nem kizárólag) énekesek mellett tevékenykedik. 2012 szeptemberében Sipos Marianna kísérője volt az ARD nemzetközi énekversenyén.

### Moltopera
A 2011-ben alakult Moltopera Társulat alapító tagja, többek közt ő volt a kísérője a Moltopera Don Giovanni, A varázsfuvola (a Művészetek Palotájában), Denevér, Bohémélet, Parasztbecsület, Menotti: A telefon, Gyermek és varázslatok (a Pécsi Nemzeti Színházban), és Hogyan éljünk túl egy áriaestet? (a Sziget Fesztiválon) című produkcióinak.

## Elismerései
- Országos Főiskolai Zongoraversenyen I. hely
- Díjazott az Országos Kamaraversenyen